# Axelfraktur
Axelfraktur är en fraktur i övre delen av överarmsbenet (i axelleden). Frakturen är hos äldre ofta relaterad till benskörhet och kan då uppstå vid lättare fall. Hos yngre sker det framförallt vid högenergitrauma (exempelvis fall från hög höjd, bilolyckor och så vidare).
Typiska symtom är oförmåga att använda armen, lokal blödning, smärta, ömhet och svullnad. Diagnostik består av röntgen (slätröntgen och/eller datortomografi) och distalstatus (kontroll av motorik, sensorik och cirkulation för att upptäcka eventuella kärl- och nervskador). Allvarliga axelfrakturer behandlas med operation, som innefattar inoperering av osteosyntes (exempelvis spikar, skruvar eller plattor). Annars räcker det oftast med konservativ behandling, som består av smärtlindring, immobilisering (i det tidiga skedet; med exempelvis slynga och/eller axelbandage), tidig mobilisering och fysioterapi. Läkningstiden är ungefär sex till tio veckor, men funktionellt är axelleden oftast inte återställd förrän efter sex till tolv månader.
Om axeln blir stel och inte mobiliseras finns risk för att ledkapseln drar ihop sig ("frusen skuldra"). Personer som drabbats av frusen skuldra har begränsad nytta av fysioterapi, men tenderar ändå att uppmanas till mobilisering för att förhindra muskelatrofi. Tillståndet är oftast självläkande inom ett till två år.